# Tiridates I van Armenië

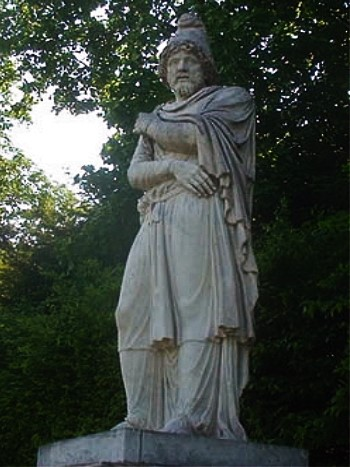

Tiridates I van Armenië (Armeens: Տրդատ Ա, Latijn: Tiridates, Oost-Armeens: Trdat I., West-Armeens: Drtad I.) was de jongste halfbroer van de Parthische koning Vologases I en stichter van de Arsacidendynastie van Armenië. Hij was ook een zoroastristische hogepriester en zou het mithraïsme in het Romeinse Rijk hebben geïntroduceerd..

## Strijd om Armenië
Sinds het laatste conflict onder leiding van Lucius Vitellius in 37 na Chr. was Armenië een vazalstaat van Rome, dit betekende dat de vazal moest worden beëdigd door de keizer in Rome. Na de moord op keizer Claudius I in 54, profiteerde de Parthische koning Vologases I ervan om Armenië in te lijven en zijn jongste halfbroer Tiridates aan te stellen, als nieuwe koning van Armenië.
De nieuwe keizer Nero legde zich niet neer bij de situatie en zond een delegatie onder leiding van Gnaeus Domitius Corbulo, het begin van de Romeins-Parthische Oorlog (54-64). Interne conflicten bij de Romeinen en bij de Parthen zorgden ervoor dat de oorlog langer duurde dan voorzien.
Uiteindelijk gaven de beide partijen toe, aan de oorspronkelijke afspraak en begaf Tiridates met een ganse escorte naar Rome om in 66 n. Chr. om door keizer Nero te worden gekroond. Om de vrede te accentueren liet Nero de deuren van de Tempel van Janus sluiten. De Vrede van Rhandeia zou vijftig jaar duren, maar Rome zou zijn invloed in Armenië verliezen en dominantie van de Arsacid-dynastie zou gaan overheersen.

### Primaire
- Tacitus' Annalen door Ben Bijnsdorp vertaald in het Nederlands
- Cassius Dio, Geschiedenis van Rome

### Secundaire
- Goldsworthy, Adrian (2007). "Imperial legate: Corbulo and Armenia". In the name of Rome: The men who won the Roman Empire. Phoenix. ISBN 978-0-7538-1789-6.